# Ambassade de Turquie en Algérie
L'ambassade de Turquie en Algérie est la représentation diplomatique de la république de Turquie auprès de la république algérienne démocratique et populaire. Elle est située à Alger, la capitale du pays, et son ambassadeur est, depuis 2023, Mücahit Küçükyılmaz (tr).

## Ambassadeurs de Turquie en Algérie
| De   | À    | Ambassadeur              |
| ---- | ---- | ------------------------ |
| 1963 | 1965 | Semih Günver (tr)        |
| 1965 | 1969 | İsmail Soysal (tr)       |
| 1969 | 1971 | Efdal Deringil           |
| 1971 | 1978 | Faik Melek (tr)          |
| 1978 | 1982 | Selçuk Korkud (tr)       |
| 1982 | 1984 | Sencer Asena (tr)        |
| 1984 | 1985 | Savlet Aktuğ (tr)        |
| 1985 | 1985 | Verşan Şentürker         |
| 1986 | 1989 | Erdil Akay (tr)          |
| 1989 | 1991 | Ömer Ersun (tr)          |
| 1991 | 1995 | Ümit Pamir (tr)          |
| 1995 | 1999 | Burhanettin Muz (tr)     |
| 1999 | 2004 | Atilla Üzer              |
| 2004 | 2008 | Ercümend Ahmet Enç       |
| 2008 | 2012 | Ahmet Necati Bigalı      |
| 2012 | 2013 | Barbaros Tuna Erdem      |
| 2013 | 2015 | Adnan Keçeci             |
| 2015 | 2019 | Mehmet Poroy             |
| 2020 | 2023 | Mahinur Özdemir          |
| 2023 | auj. | Mücahit Küçükyılmaz (tr) |